# Giovanni Knapp
Giovanni Knapp   (Belluno, 28 de juliol de 1943 - Belluno, 21 de febrer de 2021) fou un ciclista italià que fou professional entre 1965 i 1967. En el seu palmarès destaca una victòria d'etapa al Giro d'Itàlia de 1966.

## Palmarès
- 1966
  - Vencedor d'una etapa al Giro d'Itàlia

### Resultats al Giro d'Itàlia
- 1966. 36è de la classificació general. Vencedor d'una etapa